# Кана Осафуне
Кана Осафуне (јап. 長船 加奈; 16. октобар 1989) јапанска је фудбалерка.

## Репрезентација
За репрезентацију Јапана дебитовала је 2010. године. За тај тим одиграла је 15 утакмица и постигла је 2 гола.

## Статистика
| Јапан  | Јапан | Јапан |
| Год.   | Ута.  | Гол.  |
| ------ | ----- | ----- |
| 2010   | 3     | 0     |
| 2011   | 0     | 0     |
| 2012   | 1     | 0     |
| 2013   | 4     | 0     |
| 2014   | 6     | 2     |
| 2015   | 1     | 0     |
| Укупно | 15    | 2     |